# Canale di Affleck
Canale di Affleck (Affleck Canal) si trova nell'isola di Kuiu (Kuiu Island) dell'Arcipelago di Alessandro Arcipelago Alexander) nell'Alaska meridionale (Stati Uniti d'America).

## Etimologia
Il canale è stato denominato dal capitano George Vancouver (1757-1798), della Royal Navy, l'11 settembre 1793 in onore dell'ammiraglio Philip Affleck, della Royal Navy.

## Geografia
Il canale Affleck è un'insenatura (in realtà è un fiordo) che taglia longitudinalmente quasi in due l'isola di Kuiu. Si estende per 32 chilometri (20 miglia) e si immette nella parte meridionale dello stretto di Sumner (Sumner Strait).

### Isole
Nel canale sono presenti le seguenti principali isole (da nord a sud):
- Isola di Bush (Bush Islets)[4] 56°08′18″N 134°05′53″W - L'isola, con una elevazione di 3 metri, si trova all'entrata meridionale della baia di Kell (Kell Bay).
- Isola di Marble (Marble Islet)[5] 56°06′07″N 134°05′13″W - L'isola si trova nella parte più meridionale del canale.
- Isola di North (North Island)[6] 56°04′00″N 134°06′00″W - L'isola, con una elevazione di 4 metri, si trova all'entrata della baia di McArthur (Port McArthur).
- Isola di South (South Island)[7] 56°03′30″N 134°06′33″W - L'isola, con una elevazione di 4 metri, si trova all'entrata della baia di McArthur (Port McArthur).
- Isola di Fairway (Fairway Island)[8] 56°02′28″N 134°03′09″W - L'isola, con una elevazione di 8 metri, si trova all'entrata del canale.

### Insenature e altre masse d'acqua
Nel canale sono presenti le seguenti principali insenature (da nord a sud):
- Baia di Bear (Bear Harbor)[9] 56°14′48″N 134°06′42″W - La baia, ampia 800 metri, si trova nella parte mediana del canale.
- Baia di Kell (Kell Bay)[10] 56°09′20″N 134°08′40″W - La baia si trova nella parte più meridionale del canale.
- Baia di McArthur (Port McArthur)[11] 56°04′01″N 134°07′30″W - La baia si trova all'entrata del canale.

### Promontori
Nel canale sono presenti i seguenti promontori (da nord a sud):
- Promontorio di Lemon (Lemon Point )[12] 56°04′35″N 134°07′28″W - Il promontorio, con una elevazione di 24 metri, si trova all'entrata nord della baia di McArthur (Port McArthur).
- Promontorio di Saint Albans (Point Saint Albans)[13] 56°04′57″N 133°58′12″W - Il promontorio, con una elevazione di 5 metri, si trova all'entrata orientale del canale.